# Stor-Gapatjärnen
Stor-Gapatjärnen är en sjö i Sundsvalls kommun i Medelpad och ingår i Selångersåns huvudavrinningsområde.